# Xanthosoma caracu
Espèce
Xanthosoma caracu est une espèce de plantes monocotylédones de la famille des Araceae, sous-famille des Aroideae, originaire des Antilles. 
Ce sont des plantes herbacées vivaces qui peuvent atteindre de 1,5 à 2 mètres de haut, aux feuilles brillantes, vert bleuâtre à la face supérieure, vert clair à la face inférieure. Les cormes (ou tubercules) sont abondants et gros, en forme de masse, étroits à l'extrémité attachée à la tige et larges à l'autre extrémité.
Les cormes et les feuilles sont comestibles et sont cultivés pour l'alimentation à Porto Rico, au Mexique, dans les Caraïbes et dans le nord de l'Amérique du Sud,.
Cette espèce n'est connue qu'à l'état cultivé. 